# Hanae Natsuki
Hanae Natsuki (花江 夏樹 (Hoa Giang Hạ Thọ) Hanae Natsuki, sinh ngày 26 tháng 6 năm 1991) là một diễn viên lồng tiếng người Nhật Bản. Trong khi họ của anh ta không được tiết lộ bởi cơ quan của anh, nó được coi là một bút danh.

## Tiểu sử
Hanae gia nhập lực lượng lao động khi còn học trung học. Anh nghĩ về sự nghiệp của mình, nhưng mơ ước sau khi xem betor Ouran High School Host Club. Anh trở thành một diễn viên lồng tiếng như Kōichi Yamadera. Hanae tham gia Across Entertainment vào tháng 11 năm 2009. Ông đã thực hiện vai trò đầu tiên của mình cho Tari Tari, và được ghi nhận là nhà soạn nhạc cho các tập 5 và 12. Anh ấy đóng vai Inaho Kaizuka trong Aldnoah. Zero, Ken Kaneki trong Tokyo Ghoul và Kōsei Arima trong Lời nói dối tháng Tư. Hanae đã giành giải thưởng tại Giải thưởng Seiyu lần thứ 9. Anh và Ryōta saka đã tổ chức chương trình radio Hana ŌHana (逢坂市立花江学園 Ōsaka Shiritsu Hanae Gakuen). Ngày 27 tháng 8 năm 2016, Hanae thông báo rằng ông đã nhận được kết hôn.